# Nereis distorta
Nereis distorta är en ringmaskart som beskrevs av Treadwell 1936. Nereis distorta ingår i släktet Nereis och familjen Nereididae. Inga underarter finns listade i Catalogue of Life.